# Christ-König-Kathedrale (Panevėžys)

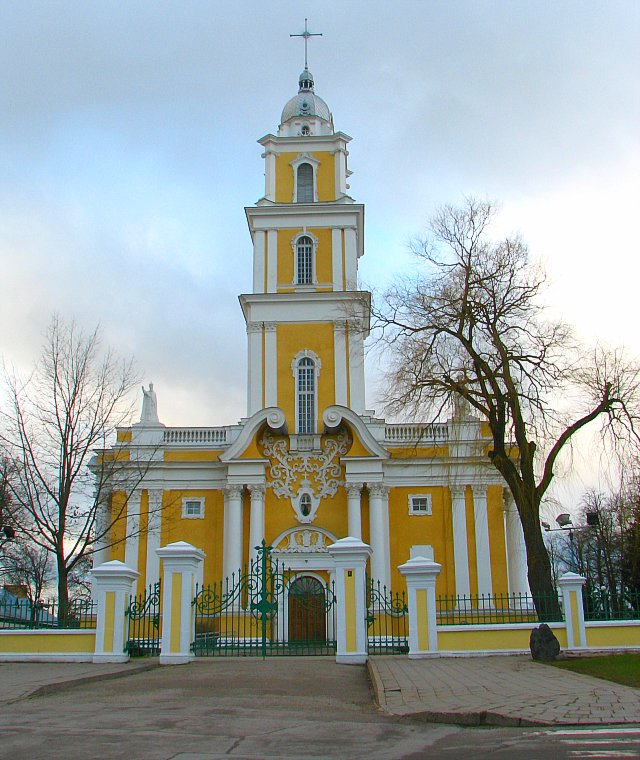
Kathedrale Panevėžys, Fassade

Die Christ-König-Kathedrale in der litauischen Stadt Panevėžys ist die Bischofskirche des römisch-katholischen Bistums Panevėžys.

## Geschichte
Bereits 1860 sollte eine neue katholische Kirche in Panevėžys gebaut werden, was aber aufgrund politischer Unruhen nicht umgesetzt werden konnte, da die russische Regierung die Errichtung katholischer Kirchen verboten hatte. Erst 1904 konnte eine kleine Kapelle errichtet werden. Bis dahin fanden katholische Gottesdienste in der Peter-und-Pauls-Kirche statt. Nachdem das Bistum 1926 gegründet worden war, wurde der Ausbau der kleinen Kapelle zur Kathedrale notwendig, die 1930 geweiht werden konnte. Als Architekt für den 55 Meter langen Kirchenneubau konnten Romanas Rytis Steikunas und der Ingenieur Aleksandras Gordevičius gewonnen werden. Die Kathedrale wurde trotz ihrer frühen Weihe erst 1933 fertiggestellt.

## Beschreibung
Während das 55 Meter lange und 27 Meter breite neobarocke Kirchengebäude außen gelb gehalten ist, dominiert im Innenraum die Farbe hellblau. Auch Elemente des Neoklassizismus finden sich am Außenbau. Der 55 Meter hohe Turm, in dem vier Glocken aus der Glockengießerei in Apolda hängen, ist in die Fassade integriert. An ihr finden sich auch Statuen von Papst Pius XI. als Gründer des Bistums und Erzbischof Jurgis Matulaitis-Matulevičius, die etwa drei Meter groß sind. 

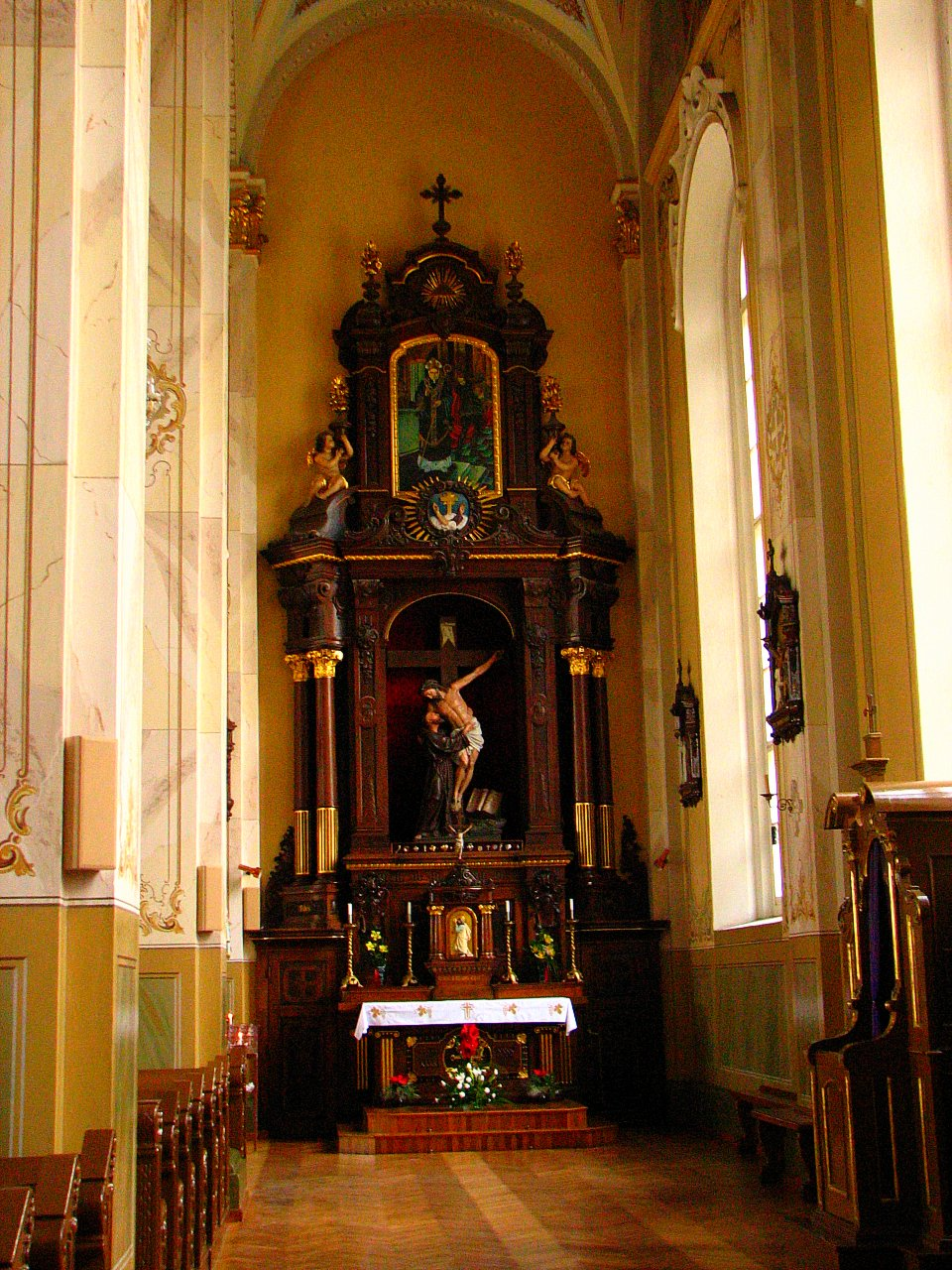
Rechter Seitenaltar

Der Gewölbe im dreischiffigen Innenraum wurden von Povilas Puzinas gestaltet. Am reich vergoldeten Hochaltar aus Eichenholz findet sich eine Christ-König-Statue, die von Juozas Zikaras geschaffen wurde. Der Altar wird von einem großen Baldachin bekrönt, der auf weißen Säulen steht und von Engeln flankiert wird. Auffällig ist auch das große Chorfresko, das 22 × 14 Meter misst und das „Wunder von Polozk“ zeigt. Im Chorraum sind zehn Kirchen des Bistums Panevėžys gemalt. Die Seitenaltäre aus Holz stammen von Joseph Rifesser. Während der linke Seitenaltar eine Kopie der sixtinischen Madonna zeigt, ist der rechte Seitenaltar Franziskus von Assisi geweiht. Die Seitenaltäre sind von Statuen flankiert, die Albert von Riga und die heilige Monika darstellen. Die Gemälde zeigen, wie Franziskus dem gekreuzigten Jesus hilft, und ein Gemälde des heiligen Kasimir. Die Gewölbefresken von Puzinas zeigen Engelsfresken in den Wolken sowie die vier Evangelisten. Er schuf ebenso acht große Gemälde, die im Langhaus hängen. 
Die Orgel stammt vom Königsberger Orgelbauer Bruno Goebel. 
Unter dem Chor befinden sich die Kasimirkapelle und die Krypta. Hier ruht auch der erste Bischof von Panevėžys Kazimieras Paltarokas.